# Раиран тритон
Notophthalmus perstriatus е вид земноводно от семейство Саламандрови (Salamandridae). Видът е почти застрашен от изчезване.

## Разпространение
Разпространен е в САЩ.